# 喜劇新思想大系
『喜劇新思想大系』（きげきしんしそうたいけい）は、漫画家の山上たつひこによる初期作品。

## 概要
1972年、双葉社の雑誌「マンガストーリー」7月22日号に第1話が掲載され連載開始。その後、週毎に同社「別冊マンガストーリー」との間での交互週刊連載というかたちで掲載され、「別冊」廃刊後は「マンガストーリー」のみでの隔週連載に移行。1974年3月9日号にて最終回を迎えた。全56話。
後に出版された『喜劇新思想大系 完全版』収録の「あとがき "喜劇新思想大系のころ"」によると、初期は読み切り作品であり、「日本春歌考」から連載になったとある。
単行本は連載当時青林堂から全6巻で発刊され、その後も、初期の代表作と言うことで、繰り返し復刻されたが、内容が内容なだけに、どの版においても、収録を見送られる話が存在した。しかし、2004年にようやくフリースタイルから全話収録の『喜劇新思想大系 完全版』が上下巻で発刊された。また、この完全版では、全話収録と言うだけでなく、可能な限り雑誌掲載時の状態に復元されている。
内容は主人公の逆向春助と彼の友人や周囲の人々との奇妙な生活を描いた、青春群像劇風ギャグ漫画である。作者の山上が大阪府育ちだったということもあり、ストーリー展開には吉本新喜劇要素も感じられる。また、それまでの漫画ではタブーに近かった「性」をギャグという表現を以て全面的に押し出して昇華させた。また、それまでSFやシリアスなものを描いていた著者のターニング・ポイント的作品とも言える。この作品でのエロ・グロ・ナンセンス、スラップスティックなギャグはそのまま『がきデカ』へと続いていった。

## 主な登場人物
逆向 春助（さかむけ はるすけ）
本作の主人公。作品中に判明する年齢は22歳。定職についておらず、いかがわしい写真を売ったり、怪しげなモノを売ったりして生計を立てている。最初は志麻に惚れていたが、後にめぐみに惚れる。
池上 筒彦（いけがみ つつひこ）
春助の学生時代の友人。売れない小説家。よくその容姿を「無修正反り出ッ歯」と馬鹿にされる。年齢は24歳。
悶々 時次郎（もんもん ときじろう）
筒彦の友人で住職見習い。しかし修行はあまり熱心ではない。華族の出らしい。年齢は23歳。
近松 亀丸（ちかまつ かめまる）
通称「師匠」。オネエ言葉の同性愛者。年齢不詳。玉三郎という名の恋人 (?) がいる。
若尾 志麻（わかお しま）
春助が最初に住んでいたアパートの隣に越してきた美しい未亡人。文子という名前の娘がいたが、いつの間にか娘がいる設定は無かったことになった。未亡人という設定も触れられなくなった。中盤から割烹おますを経営。めぐみという名前の妹がいる。元ネタは若尾文子と岩下志麻であろう。
小林 めぐみ（こばやし めぐみ）
志麻の妹。高校生で、学校が終わるとおますを手伝っている美少女である。よく春助たちのセクハラの対象となる。処女だが、一度、春助に処女を奪われる寸前までいった。姉と苗字が違うのは、姉が未亡人という設定のため。
与一（よいち）
春助の従弟。春助より二歳年下。大変な田舎者で春助からバカにされていたが、絶倫な精力で志麻とできてしまう。
隅田川 乱一（すみだがわ らんいち）
隅田川外科の跡取り息子。医者を目指して勉強しているはずが、いつの間にか医者になってしまった。生き物を切り刻みながらオナニーをするという猟奇的な趣味がある。両親は殺人罪で死刑執行された。一癖も二癖もあるレギュラー男性陣の中では一番の常識人で、それ故にツッコミ役を担うことが多い。

## エピソード
- 山上が『がきデカ』で大ヒットを飛ばしていた頃、『喜劇新思想大系』の題名を見た岳父が「山上君はすごいねぇ、『がきデカ』みたいなものも描くかと思ったらああいう本も書くんだなあ」と感心したように言ったそうである。哲学書か何かの小難しい本を書いた、と思ったらしい。しかし、後に岳父と会ったとき、彼は『喜劇新思想大系』を読んだようで、『がきデカ』よりひどいエロや下ネタギャグについて「何だい、あれ、違うじゃないか」と失望したように語ったという[2]。
- 編集者・ライター・翻訳家・ミュージシャンの美沢真之助（1951年～1998年）もこの作品の登場人物から、「隅田川乱一」というペンネームをつけて活動した。

## 作品一覧

### 完全版の上巻に収録
- ぜんまい仕掛けのまくわうり（マンスト 72.7.22）
- 怪談ボタン灯篭（別冊マンスト 72.9.16）
- 性服は道なり（制服は道なり）（別冊マンスト 72.10.7）
- 病の館 （別冊マンスト 72.11.4）
- 日本春歌考（別冊マンスト 72.12.2）
- 蒟蒻の花（別冊マンスト 72.12.16）
- 酒は涙かタメ息か（別冊マンスト 73.1.20）
- 湯の町エレジー（その壱)（別冊マンスト 73.2.3）
- 湯の町エレジー（その弐) （別冊マンスト 73.2.17）
- 皮をたずねて三千里（別冊マンスト 73.3.3）
- 町内素人名人会（その壱）（別冊マンスト 73.3.17）
- 町内素人名人会（その弐）（マンスト 73.3.24）
- 銀座の変の物語（別冊マンスト 73.3.31）
- タイコ持学入門（マンスト 73.4.7）
- 再会（別冊マンスト 73.4.14）
- 分解された男たちのブルース（マンスト 73.4.21）
- 桜恋歌（別冊マンスト 73.4.28）
- 中年の光と影（マンスト 73.5.5）
- 春の猫（別冊マンスト 73.5.12）
- 至上の愛（マンスト 73.5.19）
- 猟奇天国（前編）（別冊マンスト 73.5.26）
- 猟奇天国（後編）（マンスト 73.6.2）
- お見合い大百科（別冊マンスト 73.6.9）
- 悪夢のようなあなた(前編)（マンスト 73.6.16）
- 悪夢のようなあなた(後編)（別冊マンスト 73.6.23）
- ××××…（マンスト 73.6.30）
- 山峡の章（別冊マンスト 73.7.7）
- 信濃では鬼女とじじいと竹細工（マンスト 73.7.14）
- 飢餓怪狂（別冊マンスト 73.7.21）

### 完全版の下巻に収録
- やさしき怨霊たち　幽霊情話　その一（マンスト 73.7.28）
- 軍旗はためく柳の下に　幽霊情話　その二（別冊マンスト 73.8.4）
- 玉取り物語　幽霊情話　その三（マンスト 73.8.11）
- 夏の華　前編（別冊マンスト 73.8.18）
- 夏の華　後編（マンスト 73.8.25）
- 忘れちゃいやよ（別冊マンスト 73.9.1）
- 山騙狂騒曲（マンスト 73.9.8）
- 聖女懐妊　前編（別冊マンスト 73.9.15）
- 聖女懐妊　後編 （マンスト 73.9.22）
- 時間をおれの手のひらに　前編 （別冊マンスト 73.9.29）
- 時間をおれの手のひらに　後編（マンスト 73.10.6）
- 〆切りだからミステリーでも勉強しよう （別冊マンスト 73.10.13）
- 夜歩く （マンスト 73.10.20）
- 神々の深き欲望 （別冊マンスト 73.10.27）
- 兇変松の廊下 （マンスト 73.11.3）
- 明治を走る  （別冊マンスト 73.11.10）
- 秋深し男心はなお深し （マンスト 73.11.17）
- 犯す （別冊マンスト 73.11.24）
- 歯騒脳漏（マンスト 73.12.1）
- 与一の頭に穴四つ（別冊マンスト 73.12.8）
- 創造的ダブル癲癇気質性攻撃型症候群　前編 （マンスト 73.12.15)
- 創造的ダブル癲癇気質性攻撃型症候群　後編（別冊マンスト 73.12.22）
- 逆向春世のしょうがい　ぜんぺん （マンスト 73.12.29)
- 逆向春世のしょうがい　こうへん （マンスト 74.1.12)
- 残り鏡に福がある （マンスト 74.1.26)
- 74年男の彷徨 （マンスト 74.2.9)
- さらば逆向春助！ （マンスト 74.3.9)

## 刊行情報
- 青林堂 現代漫画家自選シリーズ
  - 喜劇新思想大系 1973
  - 続・喜劇新思想大系 1975
  - 続々 喜劇新思想大系 1975
  - 続々々 喜劇新思想大系 1975
  - 続々々々(かん) 喜劇新思想大系 1975
  - 別巻 喜劇新思想大系 1975
- 芸文社 芸文コミックス
  - 喜劇新思想大系 性器末大爆笑  1974
- 秋田書店 秋田漫画文庫
  - 喜劇新思想大系 1976
  - 続・喜劇新思想大系 1976
  - 続々・喜劇新思想大系 1976
  - 続々々・喜劇新思想大系 1976
  - 続々々々・喜劇新思想大系 1976
  - 別巻・喜劇新思想大系 1976
- 双葉社 アクションコミックス
  - 喜劇新思想大系 全5巻 1984 - 1985
- 双葉社 山上たつひこ選集
  - 1～3 喜劇新思想大系  1992
- 講談社 講談社+α文庫
  - 喜劇新思想大系 上 (鶴のアタマの巻)  1997
  - 喜劇新思想大系 下 (亀のシッポの巻)  1997
- フリースタイル
  - 喜劇新思想大系 完全版 初版限定特製本 上巻 2004 (外箱つき)
  - 喜劇新思想大系 完全版 初版限定特製本 下巻 2004 (外箱つき)
  - 喜劇新思想大系 完全版 新装版 上巻 2009 (ソフトカバー。同時に電子書籍化)
  - 喜劇新思想大系 完全版 新装版 下巻 2009 (ソフトカバー。同時に電子書籍化)